# Jarred Godfrey
Jarred Godfrey (Tyrone, Georgia; 13 de septiembre de 2000) es un baloncestista estadounidense que pertenece a la plantilla del CSA Steaua București de la Liga Națională rumana. Con 1,96 metros de estatura, juega en la posición de escolta.

## Trayectoria deportiva

### Universidad
Jugó cinco temporadas con los Mastodons de la Universidad Purdue Fort Wayne, en las que promedió 14,1 puntos, 4,2 rebotes, 3,1 asistencias y 1,4 robos de balón por partido. En 2022 fue incluido en el mejor quinteto de la Horizon League, mientras que en 2023 y 2021 lo fue en el segundo y tercer mejor quinteto respectivamente.

### Profesional
Tras no ser elegido en el Draft de la NBA de 2023, firmó su primer contrato profesional el 4 de agosto, con el equipo sueco del Borås Basket, de la Basketligan. Jugó una temporada, en la que promedió 18,9 puntos, 4,1 rebotes y 3,2 asistencias por partido.
El 24 de julio de 2024 firmó contrato con el BG Goettingen de la Basketball Bundesliga alemana. Tras disputar solo seis partidos de liga, en los que promedió 7,5 puntos y 2,7 asistencias, fue despedido del equipo alemán.
El 17 de enero de 2025 firmó con el CSA Steaua București de la Liga Națională rumana hasta final de temporada.